# Kongasso
 Kongasso è una città, sottoprefettura e comune della Costa d'Avorio, situata nel dipartimento di Kounahiri. Conta una popolazione di 35 642 abitanti (censimento 2014).